# MGM-140 ATACMS
ATACMS (англ. Army TACtical Missile System, дословно — «Армейский тактический ракетный комплекс») — твердотопливная тактическая баллистическая ракета класса земля — земля, производимая американской компанией Lockheed Martin. Имеет дальность применения до 300 км. Её различные варианты оснащения носят индексы МО США MGM-140, MGM-164 и MGM-168. Ракета ATACMS в транспортно-пусковом контейнере имеет индекс М39.
Пусковыми установками ракет ATACMS являются реактивные системы залпового огня M270 MLRS и M142 HIMARS.

## История
Разработка началась в 1982 году, когда МО США объединила Армейскую программу CSWS (англ. Corps Support Weapon System, буквально «Оружейная система поддержки войск», начатую в 1980 году в качестве преемника MGM-52 «Ланс») и программу ВВС США CSW (англ. Conventional Standoff Weapon) в программу JTACMS (англ. Joint TACMS, буквально Единый тактический ракетный комплекс).
В 1985 году, после заключения предварительных контрактов на разработку с несколькими компаниями, ВВС США вышли из программы, после чего она была переименована в ATACMS (Army TACMS).
В мае 1986 года был заключён головной контракт на разработку ATACMS с фирмой Ling-Temco-Vought (LTV) (разработчик MGM-52 «Lance»), вскоре после этого ракете был присвоен индекс MGM-140. Первый испытательный пуск ракеты XMGM-140A произведён 26 апреля 1988 года, а в декабре того же года началось изготовление небольшой серии.
Эксплуатация MGM-140A ATACMS начата в январе 1991 года, тогда же начата замена ОТРК MGM-52 «Lance».
В 1992 году компания LTV была приобретена Loral Corporation, образовав Loral Vought Systems, которая в свою очередь в 1996 году была приобретена Lockheed Martin.
Пентагон признал ATACMS разработки 1980-х годов устаревшим и ведёт разработку новой ОТРК LRPF, приём на вооружение которой ожидается в 2027 году. Новые перспективные ракеты для ОТРК в США как Precision Strike Missile (PrSM) создаются уже для новой системы LRPF (Long Range Precision Fires). После принятия на вооружение LRPF начнётся вывод из эксплуатации ATACMS.

## Конструкция

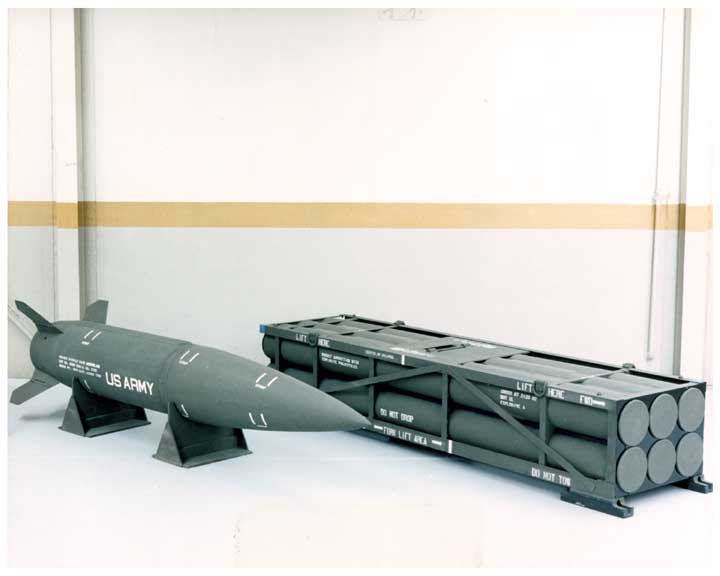
Тактическая ракета MGM-140 ATACMS и сменный пакет 227-мм ракет MFOM

Ракета с твердотопливным двигателем.
В настоящее время ракетные комплексы могут использовать ракеты ATACMS четырёх типов. Из них только одна (MGM-168A ATACMS Block 4A) несёт осколочно-фугасную боевую часть. Три других изделия комплектуются кассетными боевыми частями с осколочно-фугасными или иными суббоеприпасами; их количество зависит от типа и назначения: так, у ракеты MGM-140A головная часть весом 560 кг несёт 950 боевых элементов, тогда как у MGM-164A она оснащена только 13 изделиями подобного назначения общей массой 268 кг.
Для запуска ракет предназначены пусковые установки М142 HIMARS (на колёсном шасси, одна ракета) и M270 MLRS (на гусеничном шасси, две ракеты).

## Производство
Сегодня головным подрядчиком по ATACMS является подразделение Missiles and Fire Control компании Lockheed Martin.
Более полный список подрядчиков:
- ракета — Lockheed Martin Vought Systems Corporation (Vought Systems), Даллас, Техас; Харайзон-Сити, Техас[6];
- ракетный двигатель — Atlantic Research, Камден, Арканзас[6];
- Блок управления вектором тяги — B.F. Goodrich Aerospace, Сидар-Ноллс, Нью-Джерси[6];
- инерциальная навигационная система — Honeywell, Inc., Клируотер, Флорида; Миннеаполис, Миннесота[6];
- Транспортно-пусковой контейнер — Talley Defense Systems, Меса, Аризона (Block II/IIA)[6];
- антенное устройство — Ball Aerospace, Брумфилд, Колорадо (Block II/IIA); Ball Telecommunications, Вестминстер, Колорадо (Block II/IIA)[7];
- коммутационный блок — TRAK Microvawe Co., Тампа, Флорида (Block II/IIA)[7].

Ракеты модификации MGM-140A / ATACMS Block I серийно производились для армии США с начала девяностых до 1997 года;
MGM-140B / Block IA (с кассетной боевой частью) — с 1998 по 2001 год. 
C 1988 по 2014 гг. на предприятии в Эль-Пасо было произведено более 3700 ракет ATACMS всех модификаций; из них около 600 израсходовано американскими войсками в ходе боевых действий (в том числе 479 — в ходе боевых действий в Ираке в 2003 году).

## Модификации

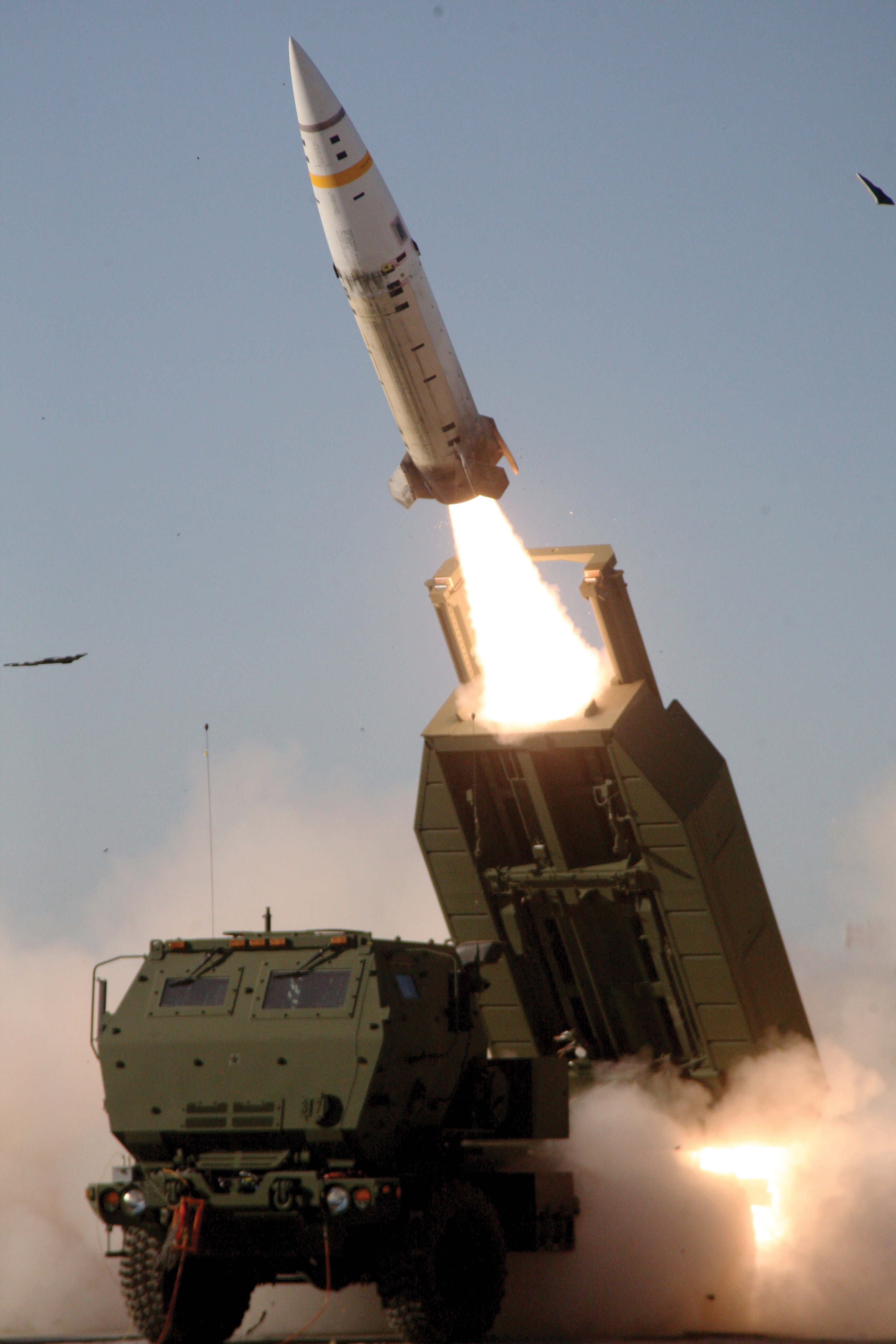
Пуск тактической ракеты M57A1 из HIMARS

Существуют или находятся в стадии разработки и испытаний следующие варианты ракет AFOM (англ. Army TACMS Family of Munitions — семейство боеприпасов ATACMS):
- MGM-140A ATACMS Block 1: Базовый вариант ракеты с инерциальной системой управления и кассетной головной частью, содержащей 950 боевых элементов типа M74. Дальность стрельбы до 165 км.
- MGM-140B ATACMS Block 1A: Модернизированная модификация, в которой инерциальная система управления комплексирована с приёмником американской спутниковой системы навигации NAVSTAR, кассетная БЧ содержит 275 боевых элементов M74. Дальность стрельбы до 300 км.
- MGM-140B ATACMS Block 1A Unitary: модификация Block 1A с фугасной боеголовкой и вертикальным конечным участком траектории[8].
- MGM-140 NTACMS: Корабельная модификация ракеты. Инициатором НИОКР по созданию этого варианта системы, получившего обозначение NTACMS (англ. Navy TACMS) были ВМС США. Предполагалось использовать ракеты NTACMS для огневой поддержки морских десантных операций. В настоящее время работы по этому направлению приостановлены, однако, появление новых модификаций ракеты ATACMS с более широкими боевыми возможностями, будет способствовать их возобновлению. Для пуска ракет NTACMS предполагается использовать модифицированные установки вертикального пуска Mk41, которыми в настоящее время оснащены крейсера УРО типа «Тикондерога» и эсминцы УРО типа «Арли Бёрк». Техническая реализуемость проекта была подтверждена в ходе испытаний на полигоне Уайт-Сэндз в конце 1996 года[9].
- MGM-140C / MGM-164A ATACMS Block 2: Оснащена кассетной БЧ с 13 самонаводящимися боевыми элементами BAT («БЭТ»), разработанными фирмой Northrop Grumman Corporation. Дальность стрельбы до 140 км.
- MGM-164B ATACMS Block 2A: Предполагалось оснащение кассетной БЧ с 6 самонаводящимися интеллектуальными боевыми элементами P³I I-BAT («усовершенствованный БЭТ») с новой комбинированной ГСН, осуществляющей поиск цели в миллиметровом диапазоне длин волн и двух ИК диапазонах. Дальность стрельбы до 220 км.
- MGM-140E ATACMS Block 1A Unitary (QRU) / MGM-168A ATACMS Block 4A: Модификация с осколочно-фугасной БЧ WDU-18 массой 500 фунтов (226,8 кг) и дальностью стрельбы до 270 км.

## Тактико-технические характеристики
| Модификация             | MGM-140A ATACMS Block 1 | MGM-140B ATACMS Block 1A | MGM-168A ATACMS Block 1A(QRU) | MGM-164A ATACMS Block 2               | MGM-164B ATACMS Block 2A                   | MGM-164 ATACMS 2000         | MGM-164 ATACMS 2000 MOD     | MGM-168 ATACMS Block 3      |
| Краткое обозначение     | М39                     | М39А1                    | M48                           | М39А3                                 | не присвоено                               | M57                         | M57E1                       | не присвоено                |
| ----------------------- | ----------------------- | ------------------------ | ----------------------------- | ------------------------------------- | ------------------------------------------ | --------------------------- | --------------------------- | --------------------------- |
| Год начала эксплуатации | 1991                    | 1998                     | 2001                          | работы прекращены в 2003              | работы прекращены                          | 2004                        | 2017                        | работы прекращены           |
| Кол-во ступеней         | 1                       | 1                        | 1                             | 1                                     | 1                                          | 1                           | 1                           | 1                           |
| Длина, м                | 3,96                    | 3,96                     | 3,96                          | 3,96                                  | 4,00                                       | 3,96                        | 3,96                        | 4,00                        |
| Диаметр, м              | 0,61                    | 0,61                     | 0,61                          | 0,61                                  | 0,61                                       | 0,61                        | 0,61                        | 0,61                        |
| Размах крыльев, м       | 1,4                     | 1,4                      | 1,4                           | 1,4                                   | 1,4                                        | 1,4                         | 1,4                         | 1,4                         |
| Масса, кг               | 1670                    | 1320                     | нет данных                    | 1480                                  | нет данных                                 | нет данных                  | нет данных                  | нет данных                  |
| Масса ГЧ, кг            | 560                     | 160                      | 227                           | 268                                   | нет данных                                 | 227                         | 227                         | 227                         |
| Тип ГЧ                  | Кассетная 950 БЭ M74    | Кассетная 275 БЭ M74     | Осколочно-фугасная WDU-18/B   | Кассетная 13 само- наводящихся БЭ BAT | Кассетная 6 само- наводящихся БЭ P³I I-BAT | Осколочно-фугасная WDU-18/B | Осколочно-фугасная WDU-18/B | Осколочно-фугасная WDU-18/B |
| Дальность стрельбы, км  | 165                     | 300                      | 300                           | 140                                   | 220                                        | 300                         | 310                         | 270                         |
| Тип системы управления  | ИНС                     | ИНС + GPS                | ИНС + GPS                     | ИНС + GPS                             | ИНС + GPS                                  | ИНС + GPS                   | ИНС + GPS                   | ИНС + GPS                   |
| Всего произведено, шт   | 1650                    | 610                      | 176                           | 0                                     | 0                                          | 513                         | >220                        | 0                           |
| Всего запущено, шт      | 411                     | 74                       | 58                            | 0                                     | 0                                          | 0                           | 0                           | 0                           |
| Всего осталось, шт      | 1239                    | 536                      | 118                           | 0                                     | 0                                          | 513                         | >220                        | 0                           |
| Точность (КВО), м       | 225—250                 | менее 100                | ~10                           | менее 100                             | менее 100                                  | ~10                         | ~3                          | 10—20                       |

Примечания к таблице:
1. 1 2  1815 штук произведут до 2024 года
2. 1 2  модернизируют до версии М57Е1

## Закупки
| 1991 | 373 | 236,9 млн $ | [ 13 ] |
| 1992 | 300 | 170,9 млн $ | [ 13 ] |
| 1993 | 340 | 188,2 млн $ | [ 13 ] |

## На вооружении

Операторы
Планируемые операторы

- Бахрейн — 30 ракет по состоянию на 2010 год[14].
- Греция — обладает ракетами типа ATACMS с дальностью 165 км[15][16].
- Республика Корея — 111 ATACMS Block 1 и 110 ATACMS Block 1A[17].
- Румыния — 54 ракеты с дальностью 300 км[18].
- Польша — 30 ракет с дальностью 300 км, ещё 45 ракет были заказаны в феврале 2023 года[19][20].
- Украина — на вооружении ракеты типа ATACMS Block 1 с 2023 года, также с апреля 2024 года появились модификации ракет с дальностью 300км MGM-140B ATACMS Block 1A[21][22][23][24].
- Турция — обладает ракетами типа ATACMS Block 1A[25][26].
- ОАЭ — как минимум 224 ракеты на 2013 год[27].
- США — около 4000 ракет всех типов[28][29][30].

### Потенциальные операторы
- Австралия — правительство заказало 20 пусковых установок M142 HIMARS для армии с унитарными ракетами 10M 57 ATACMS и другими боеприпасами для РСЗО на сумму 385 млн $[31].
- Китайская Республика — 21 октября 2020 года Госдепартамент США одобрил продажу Тайваню 64 ракет типа ATACMS[32].
- Эстония — в июле 2022 года Госдепартамент США одобрил запрос Эстонии на продажу 18 ракет M57 ATACMS[33].
- Литва — 10 октября 2022 года Госдепартамент США одобрил запрос Литвы на продажу 8 пусковых установок M142 HIMARS для армии с 18 ракетами M57 ATACMS и другими боеприпасами для РСЗО на сумму 495 млн $[34].

## Боевое применение

### Война в Персидском заливе (1991)
Впервые ATACMS были использованы во время операции «Буря в пустыне». Всего по иракским целям было запущено 32 ракеты MGM-140A с ПУ M270 MLRS.

### Иракская война (2003—2011)
Во время операции «Иракская свобода» было запущено более 450 ракет.

### Российско-украинская война (с 2022)
Первое упоминание применения ВСУ ракет ATACMS в ходе российского вторжения на Украину появилось 17 октября 2023, когда украинские военные, в рамках операции «Стрекоза», нанесли удары по аэродромам вблизи оккупированных Россией Бердянска и Луганска. При ударе, по данным Радио Свобода, было уничтожено девять вертолётов Ка-52, Ми-8 и Ми-24. По данным анализа спутниковых снимков, в результате удара, возможно было выведено из строя до 21 вертолётов.
В апреле 2024 года США передали Украине ракеты ATACMS с дальностью до 300 километров. 17 апреля 2024 года на аэродроме Джанкой ракетой ATACMS были поражены компоненты ПВО С-300/С-400: как минимум четыре пусковые установки С-400 были уничтожены. 22 мая 2024 года в районе города Моспино ракетой ATACMS была уничтожена батарея комплекса С-400.
В ночь на 15 мая 2024 года ВСУ нанесли удар ракетами ATACMS с кассетной боевой частью по аэродрому Бельбек в Крыму, в результате удара был уничтожен склад ГСМ, 2 самолёта МиГ-31БМ и 1 МиГ-29 воздушно-космических сил Российской Федерации.
23 июня 2024 года Украина выпустила пять ракет ATACMS с кассетными боевыми частями по российским военным объектам прицеливания в районе Севастополя. Одна из ракет была сбита и взорвалась над морем в районе пляжа Учкуевка рядом с военной частью, где отдыхало много людей, которых российская оккупационная администрация не оповестила о ракетной угрозе. Четыре человека погибли (двое из которых — дети), пострадали 153 человека. Научный сотрудник Университета Осло в Норвегии и эксперт по боевым ракетам Фабиан Хоффманн отметил, что «туристам повезло, что всего несколько бомб M74 сдетонировали вблизи пляжа, большинство – в воде».
В ноябре 2024 Украина нанесла удар ракетами ATACMS по арсеналу боеприпасов возле Карачева Брянской области РФ.